# Deux des commandos
Pour plus de détails, voir Fiche technique et Distribution.
Deux des commandos (On the Fiddle) est une comédie de bidasses britannique sortie en 1961 et réalisée par Cyril Frankel.
Le film est adapté du roman Stop at a Winner de Ronald Frederick Delderfield, soldat de la Royal Air Force pendant la Seconde Guerre mondiale. C'est aussi le dixième long-métrage avec Sean Connery, sorti un an avant son début de sa carrière dans le costume de James Bond 007. Alors que Deux des commandos est une comédie de guerre qui n'a que peu de choses en commun avec un film d'espionnage, la publicité entourant la sortie du film aux États-Unis en 1965, après la sortie de James Bond 007 contre Dr No, laissait penser qu'il s'agissait d'un film du même genre que James Bond. Les titres alternatifs utilisés pour la version américaine sont Operation Snafu ou Operation War Head. En Italie, le titre A 077, dalla Francia senza amore suggère également qu'il s'agit d'un film d'espionnage avec l'agent 077.

## Synopsis
Durant la Seconde Guerre mondiale à Londres, Horace Pope est traduit en justice pour avoir vendu des objets dans la rue sans autorisation. Quand Pope prétend pour sa défense qu'il travaillait au noir en attendant de s'engager dans l'effort de guerre, le juge l'oblige à s'enrôler. Pope rejoint alors la Royal Air Force. Il se lie bientôt d'amitié avec Pedlar Pascoe qui l'aide dans ses magouilles pour s'éviter la ligne de front et rester tranquillement à l'arrière. Leurs manigances fonctionnent un certain temps, mais ils ne peuvent bientôt éviter d'être envoyés en France. Rendus là-bas, ils vont continuer à filouter, par exemple en vendant aux civils français reconnaissants des marchandises qu'ils devaient distribuer gratuitement.

## Fiche technique
Sauf indication contraire, les informations mentionnées dans cette section peuvent être confirmées par la base de données cinématographiques IMDb,  présente dans la section « Liens externes ».
- Titres français : Deux des commandos ou Têtes brûlées ou Opération Snafu[2]
- Titre original : On the Fiddle
- Titre italien : A 077, dalla Francia senza amore
- Réalisateur : Cyril Frankel
- Scénario : Harold Buchman d'après le roman Stop at a Winner de Ronald Frederick Delderfield
- Photographie : Edward Scaife
- Montage : Peter Hunt
- Musique : Malcolm Arnold
- Décors : John Blezard
- Costumes : Bridget Sellers
- Société de production : S. Benjamin Fisz Productions, Coronado Productions
- Pays de production :  Royaume-Uni
- Langue de tournage : anglais britannique
- Format : Noir et blanc - 1,66:1 - Son mono - 35 mm
- Genre : Film de bidasses, comédie de guerre
- Durée : 86 minutes (1 h 26
- Date de sortie :
  - Royaume-Uni : 10 octobre 1961
  - France : 14 avril 1965[2]
- Affiche : Constantin Belinsky (France)

## Distribution
- Alfred Lynch (en) : Horace Pope
- Sean Connery : Pedlar Pascoe
- Cecil Parker : le capitaine Bascombe
- Wilfrid Hyde-White : Trowbridge
- Harry Locke (en) : le sergent Huxtable
- John Le Mesurier : le sergent Hixon
- Alan King : le sergent Buzzer
- Stanley Holloway : Mr Cooksley
- Kathleen Harrison : Olga Cooksley, sa femme
- Ann Beach (en) : Iris Cooksley, sa fille
- Eric Barker (en) : le docteur
- Viola Keats (en) : la religieuse
- Beatrix Lehmann : Lady Edith
- Eleanor Summerfield : Flora McNaughton, l'officier de la WAAF
- Miriam Karlin : la sergent de la WAAF
- Jack Smethurst (en) : Dai Tovey
- Priscilla Morgan : Gwyneth Tovey
- Patsy Rowlands : Evie
- Peter Sinclair : Mr Pope, le père d'Horace
- Edna Morris : Lil, la belle-mère d'Horace
- Kenneth J. Warren (en) : Dusty, l'australien buveur
- Barbara Windsor : Mavis
- Toni Palmer : Ivy
- Thomas Heathcote (en) : un sergent
- Brian Weske (en) : un caporal
- Victor Maddern : le premier aviateur
- Terence Longdon : le mitrailleur de bord